# Mordellistena rhenana
Mordellistena rhenana es una especie de coleóptero de la familia Mordellidae.

## Distribución geográfica
Habita en Eifel.